# Arbizione
Flavio Arbizione (latino: Flavius Arbitio; fl. 354-366) è stato un politico e generale romano di età imperiale, influente consigliere dell'imperatore Costanzo II.

## Biografia

### Origini
Arbizione iniziò la sua carriera nell'esercito romano come soldato semplice; salì poi la scala gerarchica fino a diventare dux, probabilmente sotto Costantino I.

### Costanzo Gallo
Arbizione era magister equitum alla corte di Costanzo, probabilmente già durante l'usurpazione di Magnenzio (350-353).
Nel 354 organizzò una congiura per far cadere il caesar d'Oriente Costanzo Gallo, cugino dell'imperatore, e al contempo eliminare il generale Ursicino, uno dei più valenti comandanti di Gallo. Costanzo aveva dubbi sul governo di Gallo, che era stato infatti tirannico e odiato dalla popolazione, e voleva destituirlo richiamandolo a Milano. Arbizione e i suoi complici - Ammiano Marcellino fa i nomi di Dinamio, Picentius, Gaio Ceonio Rufo Volusiano Lampadio e il praepositus cubiculi Eusebio - suggerirono a Costanzo che Ursicino avesse incitato Gallo, tramite degli agenti, allo scopo di aumentarne l'impopolarità presso il popolo e far scoppiare una rivolta, che si sarebbe poi conclusa con l'elevazione al trono del figlio di Ursicino: non era dunque possibile lasciare Ursicino in Oriente. Allora Costanzo convocò Ursicino a Milano: a corte i consiglieri di Costanzo lo convinsero a mettere a morte il generale, ma poi cambiò idea e preferì rinviare l'esecuzione. Gallo venne arrestato e portato a Pola: Eusebio e Arbizione furono inviati ad Aquileia, dove erano stati internati i soldati di Gallo e il suo stato maggiore, per mettere sotto processo i collaboratori del cesare deposto.
Nel 355, anno in cui tenne il consolato, Arbizione era in Gallia con Costanzo, in una campagna contro gli Alamanni. Un episodio di questa campagna mostra Arbizione che riesce a convincere l'imperatore, dopo una lunga discussione, a cedergli il comando di una piccola azione contro gli Alamanni Lentiensi sulla sponda meridionale del Lago di Costanza. Quando il magister militum di Gallia Claudio Silvano fu sospettato di tradimento, Arbizione suggerì a Costanzo la linea dura: Ammiano Marcellino suggerisce che temesse questo rivale.
Subì anche l'accusa di alto tradimento da parte del comes Verissimo, nel 356, ma riuscì a uscirne scagionato.

### Sul fronte orientale
Nel 359 fece istituire un processo-farsa contro il magister peditum Barbazione, accusandolo di tradimento per una folle lettera scrittagli dalla moglie e giunta nelle mani di Arbizione grazie al tradimento di una schiava; Barbazione venne messo a morte.
Nello stesso anno cadde la fortezza orientale di Amida, ed Arbizione e Florenzio furono inviati per imbastire una indagine sulle cause della sconfitta: il magister peditum Sabiniano, appena nominato al posto di Barbazione dietro pressione di Eusebio, era responsabile di aver impedito una sortita di Ursicino per difendere l'importante piazzaforte, e più in generale di non aver difeso attivamente Amida, ma Arbizione non lo mise sotto accusa per timore del suo protettore. La colpa ricadde allora su Ursicino, che dovette dimettersi e ritirarsi a vita privata.
Arbizione seguì Costanzo nella sua campagna contro i Sasanidi di Sapore II: assieme ad Agilone fu incaricato di difendere la frontiera del Tigri. Dopo aver concluso l'azione con un nulla di fatto, accompagnò l'imperatore in occidente, contro il cesare Giuliano che si era proclamato augustus: assieme a Gomoario tentò di fermarne, senza successo, l'avanzata (361). Quando Costanzo morì, il 5 ottobre 361, Arbizione era con lui.
In seguito Giuliano mise Arbizione tra i membri di un tribunale di Calcedonia che si occupò di processi di tradimento a carico dei funzionari di Costanzo II.

### Procopio
Arbizione tornò a giocare un ruolo di un certo rilievo durante l'usurpazione di Procopio (26 settembre 365 - 27 maggio 366). Procopio era un membro della dinastia costantiniana che si ribellò contro l'imperatore Valente facendo leva sulla fedeltà dell'esercito romano e di molti suoi generali alla dinastia di Costantino I, oltre che sul malcontento per il governo di Valente e del fratello Valentiniano I. All'inizio le cose sembrarono andare male per Valente, ma cominciarono a cambiare quando Arbizione, che era stato un importante generale del costantinide Costanzo II ma che si era da lungo tempo ritirato a vita privata, mostrò pubblicamente che la propria fedeltà e il proprio sostegno andavano al legittimo imperatore; rifiutò infatti il proprio sostegno a Procopio, accampando la propria età avanzata come scusa, mentre Procopio gli sequestrò tutto il contenuto della sua casa.
Dietro richiesta di Valente, Arbizione fece leva sulla fedeltà dei soldati alla sua persona, affermando che Procopio sarebbe caduto di lì a breve; il suo discorso fu così convincente che Gomoario, un generale di Procopio che era presente, passò immediatamente dalla parte di Valente.

## Giudizi
Lo storico Ammiano Marcellino, contemporaneo di Arbizione, lo descrive come molto influente presso l'imperatore Costanzo, e allo stesso tempo impegnato in intrighi e congiure contro i suoi possibili avversari. Questo ritratto estremamente negativo di Arbizione va pesato considerando, però, che Ursicino era il mentore di Ammiano.

### Fonti primarie
- Ammiano Marcellino, Rerum Gestarum Libri XXXI

### Fonti secondarie
- (EN) Thomas M. Banchich, De Imperatoribus Romanis, su roman-emperors.org, 1997. URL consultato il 25 agosto 2007.
- (EN) Arnold Hugh Martin Jones, John Robert Martindale; John Morris, The Prosopography of the Later Roman Empire, Cambridge University Press, 1992,  pp. 94-95, ISBN 0-521-07233-6.